# Stare Zakruże
Stare Zakruże (biał. Старое Закружжа, Staroje Zakrużża; ros. Старое Закружье, Staroje Zakrużje)  – dawna wieś na Białorusi, w obwodzie homelskim, w rejonie wieteckim.
W wyniku katastrofy w elektrowni jądrowej w Czarnobylu i skażenia promieniotwórczego mieszkańcy wsi zostali przesiedleni.
Wieś została oficjalnie zlikwidowana w 2011 roku.

## Postacie związane z miejscowością
- Andriej Kułagin –  radziecki pilot wojskowy, pułkownik, Bohater Związku Radzieckiego.